# ولادیمیر بارکایا
ولادیمیر بارکایا (گرجی: ვლადიმერ ბარქაია؛ زادهٔ ۲۹ ژوئیهٔ ۱۹۳۷) یک بازیکن فوتبال اهل اتحاد جماهیر سوسیالیستی شوروی است.
از باشگاه‌هایی که در آن بازی کرده‌است می‌توان به باشگاه فوتبال دینامو تفلیس اشاره کرد.
وی همچنین در تیم ملی فوتبال شوروی بازی کرده‌است.